# BP-Kwinana
BP-Kwinana war eine Raffinerie in Kwinana im Bundesstaat Western Australia. Sie war die größte Raffinerie Australiens und die einzige im Bundesstaat Western Australia.

## Lage
Die Raffinerie steht in der Stadt Kwinana südlich von Perth am Cockburn Sound des Indischen Ozeans. In der Nachbarschaft zur Raffinerie befinden sich weitere Industriebetriebe wie die Kwinana-Aluminiumoxidraffinerie.

## Geschichte
Die Raffinerie wurde vom BP-Vorläufer Anglo-Persian Oil Company in den frühen 1950er Jahren geplant und ging 1955 in Betrieb. Die ursprüngliche Kapazität der Verarbeitungsanlagen lag bei drei Millionen Tonnen pro Jahr und wurde sukzessiv auf die heute Kapazität von über sieben Millionen Tonnen erweitert. Ende Oktober 2020 gab BP bekannt, die Raffinerie stillzulegen und in ein Import-Terminal umbauen zu wollen. Im März 2021 wurde das letzte Rohöl in der Raffinerie verarbeitet.

## Technische Daten
Der größte Teil des Rohöls wurde per Schiff an den werkseigenen Pier im Cockburn Sound angeliefert.

### Verarbeitungsanlagen
- Atmosphärische Destillation
- Vakuum-Destillation
- Rückstands-Cracker
- Entschwefelungsanlagen
- Alkylierung
- Isomerisierung
- Reformer
- Bitumenanlagen
- Schwefelrückgewinnung